# معركة أسبيندزا
معركة أسبيندزا(بالجورجية:ასპინძის ბრძოლა) هي معركة وقعت في 20 إبريل 1770 بين الدولة العثمانية ومملكة كاخيتى وكارتي الجورجية وحقق فيها الجورجين نصرا حاسما على الدولة العثمانية.

## قبل المعركة
في ستينيات القرن الثامن عشر قبل وقت قصير من تشكيل المملكة المتحدة لكارتل - كاخيتى في شرق جورجيا (1762) حاول الملك هيراكليوس الثانى ملك كاخيتى إقامة تحالف عسكرى مع الإمبراطورية الروسية ضد العثمانيين الذين سيطروا على كامل الحدود الجنوبية لمملكته، وخلال الحرب العثمانية الروسية في عام 1769 ارسلت الملكة الروسية كاترين الثانية قوة روسية قوامها 1200 رجل بقيادة جوتليب توتلين إلى جورجيا ، تقدمت القوات المشتركة واستولوا على قلعة صادقيرى اتشوري في 14 إبريل لكن سرعان ما اختلف الروس والجورجيين نظرا لاطماع الروس أيضا بالسيطرة على جورجيا .

## المعركة
حشد حاكم اخالتسيخ عاصمة القوقاز العثماني قواته
لانقاذ أتشوري وكان لتقدمة المبكر دور في نشر الخوف لدى قوات التحالف لتغادر القوة الروسية جورجيا في 19 إبريل تاركه الجورجين وحيدون بالمعركة لم يكن امام الملك الجورجى هيراكليوس الثانى الا الانسحاب لتتبعه القوات العثمانية التي حاولت قطع خطوط الدفاع الجورجيه قباله مدينه أسبيندزا وفي يوم 20 إبريل 1770 قام الملك هيراكليوس الثانى بعمل خدعة للعثمانين عبر الخروج للضفه الأخرى لنهر كورا مع قوه من 1200 رجل لتتم ملاحقته من قبل القوات العثمانية التي عبرت الجسر الوحيد عند أسبيندزا وكان عدد القوات العثمانية التي عبرت النهر 18 ألف مقاتل، في ليلة 20 إبريل من اجل التقدم إلى تبليسى سرا ولكن قامت مجموعة من الجورجين بتدمير الجسر الذي يربط ضفتى النهر ومن ثم فاجأ الجيش الجورجى القوات العثمانية بالهجوم وبعد انتهاء المعركة كانت القوات العثمانية قد فقدت نحو 4000 مقاتل .

## اقرأ أيضًا
- معارك الدولة العثمانية